# بوزيان القلعي
بوزيان القلعي، المعروف أيضاً باسم جيلالي شقراني، هو أحد الثوار الجزائريين الذين عُرفوا بمقاومتهم للاحتلال الفرنسي. وُلِد في فترةٍ شهدت فيها الجزائر صراعات قوية مع القوى الاستعمارية. يعتبر بوزيان شخصية بارزة في التاريخ الوطني الجزائري، الغرب الجزائري بالتدقيق حيث خاض مقاومته من أجل الدفاع عن الأرض والهوية دون أن يكون له أتباع كثيرون. استمرت ثورته لمدة 13 عاماً، عُرف خلالها بشجاعته وعزيمته، وهو ما أكسبه لقب "الأسطورة" في تاريخ المقاومة الجزائرية..

## حياته
وُلِد بوزيان القلعي عام 1838م في القلعة، مقاطعة غليزان سابقاً، ولاية غليزان حالياً. كانت حياة بوزيان القلعي مشابهة لحياة أبناء منطقته وبلده الجزائريين، حيث بدأ برعي الغنم ثم عمل كحطاب يقطع الحطب ليبيعه في السوق. وتزامنت ثورته مع ثورة أولاد سيد الشيخ في عام 1871.
تفجرت شرارة الثورة في نفسه عندما جاءه القائد العربي، المكلف بشؤون المحليين لدى الإدارة الفرنسية، يطالبه بدفع الضرائب المستحقة عليه. فقام بوزيان بطرحه أرضاً وجرده من ثيابه، مُهيناً إياه عارياً أمام سكان القلعة.
اختفى بعد ذلك في الجبل معلناً خروجه عن طاعة فرنسا، وانضم إليه مجموعة من المقاومين، مع جيلالي الشقراني المعروف بجيلالي القاطع، وبدأوا في مهاجمة الضيعات التي يمتلكها المعمرون، والتي كانت في الأصل أملاك جزائريين سُلبت منهم بموجب قانون سنه الفرنسيون عام 1863. وكان بوزيان يعتبر ذلك "قانون العار" الذي سلب الأرض من أصحابها الشرعيين، وهم الجزائريون.
في 13 أغسطس 1873، اعترض بوزيان أحد أغنياء مدينة الشلف، المدعو الحاج محمد بن عبد الله، الذي كان في طريق عودته من زيارة ابنته، وقام بجرده مما يملك.
نجحت ثورة بوزيان القلعي في جذب عواطف غالبية سكان الغرب الجزائري، مما دفع الحاكم العام للإدارة الاستعمارية لكتابة تقرير في 30 ديسمبر 1874 لوزير حربه، يُبلغه فيه بثورة بوزيان القلعي وينذره بتأثر الجزائريين بأفكاره الثورية.
يعتبر المؤرخون هذه الثورات الفردية القليلة الأتباع، التي وصفها الفرنسيون المستعمرون بالإجرام وقطاع الطرق، امتداداً لثورة عبد القادر الجزائري. ولم تكن هذه الثورة الوحيدة، بل تبعتها ثورة فليتة في عام 1864 بجانب سيدي لزرق بلحاج. اعتُقل بوزيان وسُجن في بوخنيفيس بسيدي بلعباس، لكنه هرب ليعود إلى الجبل.
دامت ثورة بوزيان القلعي 13 سنة، حيث جند الحاكم العام له أرمادة من المشاة والخيالة، وتكللت تلك الحملة بالقبض عليه على يد المدعو بن يوسف، بعد أن غلب عليه المرض..
كان بوزيان القلعي يهاجم المعمرين في ضيعاتهم، وكان يقيم في بداية ثورته عند خالته في منطقة الفراقيق. ورغم الجهود المبذولة من قبل السلطات الاستعمارية الفرنسية للقبض عليه، إلا أنها لم تتمكن من ذلك، مما دفعها إلى عرض مكافأة لمن يدلهم عليه..

## إلقاء القبض عليه وإعدامه
قبض عليه حيّا من طرف الحاج بن يوسف وابنه عمّار بتاريخ 16 أكتوبر 1875 وهما من دوّار ولاد يحيى البنيان الذي يبعد 45 كلم عن مدينة معسكر وسلّماه لسلطات الاحتلال الّتي كافأتهما بعد ذلك بالميدالية الشّرفية الفضّية بتاريخ 13 أكتوبر 1877
حاكمته سلطة الاحتلال الفرنسي ومعه سي قدّور بن حميدة واثنين آخريين وحكمت عليهم بالإعدام في مايو 1876.
في الساعة الخامسة صباح 26 يوليو 1876، أعدم الاحتلال الفرنسي بوزيان القلعي بالمقصلة التي وضعت في الساحة المركزية للحديقة العمومية لمدينة المحمدية بولاية معسكر عن عمر يناهز 39 سنة.
قُطع رأسه وأُرسلت جمجمته لتُعرض في متحف الإنسان بِفرنسا وحفظت هناك إلى غاية 3 يوليو 2020 عندما استرجعت السلطات الجزائرية رفاته بالإضافة لِـ 23 جمجمة أخرى لأبطال آخرين استقبلتهم باحتفالات أُقيمت في مطار الجزائر بإشراف رئيس الجمهورية الجزائرية تمهيدا لعرض الرفات على المواطنين الجزائريين كنظرة أخيرة يوم 4 يوليو 2020 وثم دفن رفات شهيد الوطن يوم 5 يوليو وذلك بمناسبة عيد استقلال الجزائر في مقبرة العالية بالعاصمة الجزائرية.

## في التراث الثقافي المحلي
بعد تمكن الفرنسيين من إخماد المقاومات الكبرى في الجزائر ونفي الأمير عبد القادر صار الشعب الجزائري كاليتيم بلا أب يقوده لكنه لم يستسلم هكذا بل واصل أمله في التحرر يوما منتظرا مخلصه الذي سيأتي يوما ما فكان يتشبث بأي رفض ولو بفرد واحد يشجعه ويتبناه للفور. وكأنه روبن هود الجزائر
بهذه العفوية ولدت أساطير لمقاومين جزائريين أمثال: “أرزقي أولبشير” في منطقة القبائل، وبوزيان القلعي في معسكر ضواحي المحمدية، ومسعود بن زلماط في الأوراس، والإخوة بوتويزرات في عين تموشنت مع فارق أن انتفاضة هؤلاء كانت دون وعي، وإنما عن رفضهم للقوانين الفرنسية وهم يشتركون في تعرضهم لظلم الكولون والإدارة الاستعمارية التي سلبتهم الأرض والأهل والشرف والوطن. ترفع المستعمر عليهم وسماهم بالرغم عنه “عصاة الشرف”
أخرج السكان عليه أغاني شعبية لا زال الناس يرددونها لليوم منها وأشهرها بعد إعدامه في المقصلة:
| بوزيان القلعي | «بوزيان القلعى وي كي ضرنى قلبي خلا فراش مفرش خلا بيض منقى خلا طعام مسقى لعبو بيه الكورة ولاحوه في المطمورة بوزيان القلعي يا بوزيان القلعي راح ما يولي خلى طعام مسقي ولحيتو الحمرة مرمدة بالرملة | بوزيان القلعي |

## في السينما
كما خلد بلقاسم حجاج المخرج الجزائري قصته في فيلم وثائقي سنة 1983 بعنوان بوزيان القلعي وتقمص شخصيته سيراط بومدين 
حاز على جائزة “Venezia Genti Mostra” فينيزيا جينتي موسترا في البندقية إيطاليا سنة 1984.